# イントゥミスチーフ
イントゥミスチーフ（英：Into Mischief）は、アメリカ合衆国の競走馬、種牡馬。主な勝ち鞍は2007年のキャッシュコールフューチュリティ。

## 現役時代
1歳時の2006年秋にファシグティプトン・ケンタッキー・イヤリングセールに上場され、8万ドルでゲイジヒルステーブルが落札。翌年春のOBSマーチセールで18万ドルでウェイン・ヒューズによって購入された。同年10月にデビュー勝ちを収める。2戦目を2着とした後、3戦目のキャッシュコールフューチュリティを制し、GI初制覇を果たす。
3歳時は左後脚の故障によりクラシックには参戦できず、秋になってから戦線復帰したものの、マリブステークス2着後に引退、種牡馬入りが決まった。通算成績は6戦3勝（2着3回）。

### 競走成績
以下の内容は、EQUIBASEの情報に基づく。
| 出走日     | 競馬場           | 競走名                           | 格 | 距離   | 着順 | 騎手           | 着差     | 1着（2着）馬         |
| ---------- | ---------------- | -------------------------------- | -- | ------ | ---- | -------------- | -------- | -------------------- |
| 2007.10.21 | サンタアニタ     | 未勝利                           |    | AW6.5f | 1着  | V.エスピノーザ | 2馬身1/2 | （Zetterberg）       |
| 0000.11.22 | ハリウッドパーク | ハリウッドプレビューステークス   | G3 | AW7f   | 2着  | V.エスピノーザ | 1馬身3/4 | Massive Drama        |
| 0000.12.22 | ハリウッドパーク | キャッシュコールフューチュリティ | G1 | AW8.5f | 1着  | V.エスピノーザ | 1馬身1/4 | （Colonel John）     |
| 2008.02.10 | サンタアニタ     | サンヴィセンテステークス         | G2 | AW7f   | 2着  | V.エスピノーザ | 3馬身1/4 | Georgie Boy          |
| 0000.10.25 | サンタアニタ     | ダマスカスステークス             |    | AW7f   | 1着  | V.エスピノーザ | 2馬身    | （Dancing in Silks） |
| 0000.12.26 | サンタアニタ     | マリブステークス                 | G1 | AW7f   | 2着  | V.エスピノーザ | 2馬身1/4 | Bob Black Jack       |

## 種牡馬時代
2009年からスペンドスリフトファームで種牡馬入り。初年度の種付け料は1万2500ドルであった。目立った競走成績こそ無く、前肢がくの字に曲がっていて生産者を遠ざけた。初年度産駒からはブリーダーズカップ・ダートマイルを連覇したゴールデンセンツを含む9頭のステークス勝ち馬を輩出し、ステークス勝ち馬率は優良種牡馬の境界とされる5%を大きく上回る12.3%だった。
その後も半妹ビホルダーの活躍、父ハーランズホリデーの急死も影響して種牡馬としての評価は高まっていく。2016年には北米2歳リーディングに輝き、2017年には全米最多の235頭の繁殖牝馬と交配を行う人気種牡馬となった。2018年には種付け料が10万ドルに引き上げられたが、2年連続で全米最多となる245頭の繁殖牝馬に種付けを行った。
2019年の種付け料は最も安価（7500ドル）だった2010年・2011年と比べて20倍となる15万ドルに設定されている。この2019年には、産駒の勝ち数が北米エリアで年間200勝を越え、これは北米エリアの種牡馬としては初めてのことであり、北半球全般に広げてみてもその他の産駒の200勝越えを達成した種牡馬はすべて日本繋養の種牡馬で占められている。
2019年から2024年まで6年連続で北米リーディングサイアーとなった。2020年の年間総収得賞金は2172万5335ドル（約22億5000万円）となり、北米における史上最高額であった。なお、2位のアンクルモーは1051万4310ドル（約10億9000万円）であり、ダブルスコアを付けての記録である。
| 2009 | 2010 | 2011 | 2012 | 2013 | 2014 | 2015 | 2016 | 2017 | 2018 | 2019 |
| ---- | ---- | ---- | ---- | ---- | ---- | ---- | ---- | ---- | ---- | ---- |
| 61   | 44   | 54   | 50   | 210  | 202  | 215  | 220  | 264  | 296  | 267  |
| 2020 | 2021 | 2022 | 2023 |      |      |      |      |      |      |      |
| 250  | 216  | 202  |      |      |      |      |      |      |      |      |

### 主な産駒
- 2010年産
  - ゴールデンセンツ（Goldencents） - 2013年・2014年ブリーダーズカップ・ダートマイル、2013年サンタアニタダービー[11]
- 2014年産
  - プラクティカルジョーク（Practical Joke） - 2016年ホープフルステークス、シャンペンステークス、2017年H・アレン・ジャーケンスメモリアルステークス[11]
- 2015年産
  - オーディブル（Audible） - 2018年フロリダダービー[11]
  - ミアミスチーフ（Mia Mischief） - 2019年ヒューマナディスタフステークス
- 2016年産
  - コヴフェフェ（Covfefe） - 2019年テストステークス、ブリーダーズカップ・フィリー&メアスプリント
- 2017年産
  - オーセンティック（Authentic） - 2020年ハスケルインビテーショナルステークス、ケンタッキーダービー、ブリーダーズカップ・クラシック
  - ガミーン（Gamine） - 2020年エイコーンステークス、テストステークス、ブリーダーズカップ・フィリー&メアスプリント、2021年ダービーシティディスタフステークス、バレリーナステークス
  - ミスチヴィアスアレックス（Mischevious Alex）- 2021年カーターハンデキャップ
  - アトーン（Atone）- 2023年ペガサスワールドカップターフ
- 2018年産
  - デイアウトオブザオフィス（Dayoutoftheoffice） - 2020年フリゼットステークス
  - マンダルーン（Mandaloun）- 2021年ケンタッキーダービー、ハスケルインビテーショナルステークス
  - ライフイズグッド（Life Is Good）- 2021年ブリーダーズカップ・ダートマイル、2022年ペガサスワールドカップ、ホイットニーステークス、ウッドワードステークス
  - プレイドハード（Played Hard）- 2023年ラトロワンヌステークス
  - ローレルリバー（Laurel River）- 2024年ドバイワールドカップ
- 2019年産
  - ジーナロマンティカ（Gina Romantica）- 2022年クイーンエリザベス2世チャレンジカップステークス、2023年・2024年ファーストレディステークス
  - ドッペルゲンガー（Doppelganger）- 2023年カーターハンデキャップ
- 2020年産
  - ワンダーホイール（Wonder Wheel）- 2022年アルシバイアディーズステークス、ブリーダーズカップ・ジュヴェナイルフィリーズ
  - プリティミスチヴァス（Pretty Mischievous）- 2023年ケンタッキーオークス、エイコーンステークス、テストステークス
  - ニューゲート（Newgate）- 2024年サンタアニタハンデキャップ
- 2021年産
  - ティンバーレイク（Timberlake）- 2023年シャンペンステークス
  - レスリーズローズ（Leslie's Rose）- 2024年アッシュランドステークス
- 2022年産
  - シチズンブル（Citizen Bull）- 2024年アメリカンファラオステークス、ブリーダーズカップ・ジュヴェナイル
  - タッパンストリート（Tappan Street）- 2025年フロリダダービー
  - ソヴリンティ（Sovereignty）- 2025年ケンタッキーダービー、ベルモントステークス
  - パッチアダムス（Patch Adams）- 2025年ウッディスティーヴンスステークス

#### 母の父としての代表産駒
- 2019年産
  - ホワイトアバリオ（White Abarrio）- フロリダダービー、ホイットニーステークス、ブリーダーズカップ・クラシック、ペガサスワールドカップ （父Race Day）
- 2020年産
  - アルヴァスター（Alva Starr）- マディソンステークス （父Lord Nelson）
- 2021年産
  - チカッパ - 北海道スプリントカップ、東京盃 （父リアルスティール）
- 2022年産
  - ダンツエラン - ファンタジーステークス（父ロードカナロア）

## 血統表
| イントゥミスチーフの血統      | イントゥミスチーフの血統                            | イントゥミスチーフの血統                            | （血統表の出典）                                    | （血統表の出典） |
| 父系                          | ストームキャット系                                  | ストームキャット系                                  | ストームキャット系                                  | [ § 2 ]          |
| 父 Harlan's Holiday 1999 鹿毛 | 父の父Harlan 1989 黒鹿毛                            | Storm Cat                                           | Storm Bird                                          | Storm Bird       |
| 父 Harlan's Holiday 1999 鹿毛 | 父の父Harlan 1989 黒鹿毛                            | Storm Cat                                           | Terlingua                                           |                  |
| 父 Harlan's Holiday 1999 鹿毛 | 父の父Harlan 1989 黒鹿毛                            | Country Romance                                     | Halo                                                | Halo             |
| 父 Harlan's Holiday 1999 鹿毛 | 父の父Harlan 1989 黒鹿毛                            | Country Romance                                     | Sweet Romance                                       |                  |
| 父 Harlan's Holiday 1999 鹿毛 | 父の母Christmas in Aiken 1992 鹿毛                  | Affirmed                                            | Exclusive Native                                    | Exclusive Native |
| 父 Harlan's Holiday 1999 鹿毛 | 父の母Christmas in Aiken 1992 鹿毛                  | Affirmed                                            | Won't Tell You                                      |                  |
| 父 Harlan's Holiday 1999 鹿毛 | 父の母Christmas in Aiken 1992 鹿毛                  | Dowager                                             | Honest Pleasure                                     | Honest Pleasure  |
| 父 Harlan's Holiday 1999 鹿毛 | 父の母Christmas in Aiken 1992 鹿毛                  | Dowager                                             | Princessnesian                                      |                  |
| 母 Leslie's Lady 1996 鹿毛    | 母の父Tricky Creek 1986 鹿毛                        | Clever Trick                                        | Icecapade                                           | Icecapade        |
| 母 Leslie's Lady 1996 鹿毛    | 母の父Tricky Creek 1986 鹿毛                        | Clever Trick                                        | Kankakee Miss                                       |                  |
| 母 Leslie's Lady 1996 鹿毛    | 母の父Tricky Creek 1986 鹿毛                        | Battle Creek Girl                                   | His Majesty                                         | His Majesty      |
| 母 Leslie's Lady 1996 鹿毛    | 母の父Tricky Creek 1986 鹿毛                        | Battle Creek Girl                                   | Far Beyond                                          |                  |
| 母 Leslie's Lady 1996 鹿毛    | 母の母Crystal Lady 1990 鹿毛                        | Stop the Music                                      | Hail to Reason                                      | Hail to Reason   |
| 母 Leslie's Lady 1996 鹿毛    | 母の母Crystal Lady 1990 鹿毛                        | Stop the Music                                      | Bebopper                                            |                  |
| 母 Leslie's Lady 1996 鹿毛    | 母の母Crystal Lady 1990 鹿毛                        | One Last Bird                                       | One for All                                         | One for All      |
| 母 Leslie's Lady 1996 鹿毛    | 母の母Crystal Lady 1990 鹿毛                        | One Last Bird                                       | Last Bird                                           |                  |
| 母系(F-No.)                   | (FN:23-b)                                           | (FN:23-b)                                           | (FN:23-b)                                           | [ § 3 ]          |
| 5代内の近親交配               | Hail to Reason5×4＝9.38%、Northern Dancer5×5＝6.25% | Hail to Reason5×4＝9.38%、Northern Dancer5×5＝6.25% | Hail to Reason5×4＝9.38%、Northern Dancer5×5＝6.25% | [ § 4 ]          |
| 出典                          | 1. 2. 3. 4.                                         | 1. 2. 3. 4.                                         | 1. 2. 3. 4.                                         | 1. 2. 3. 4.      |

- 半妹にGIを11勝したビホルダー（父ヘニーヒューズ）[13]、半弟にBCジュヴェナイルターフ・UAEダービー勝ち馬のメンデルスゾーン（父スキャットダディ）[14]。